# Mohammad Khouja
Mohammad Khouja (15 marzo 1982) è un ex calciatore saudita, portiere.

## Carriera
È stato convocato dalla Nazionale saudita per i Mondiali 2006.